# Sanders County
Sanders County ist ein County im Bundesstaat Montana der Vereinigten Staaten. Der Sitz der Countyverwaltung (County Seat) befindet sich in Thompson Falls.

## Demografische Daten

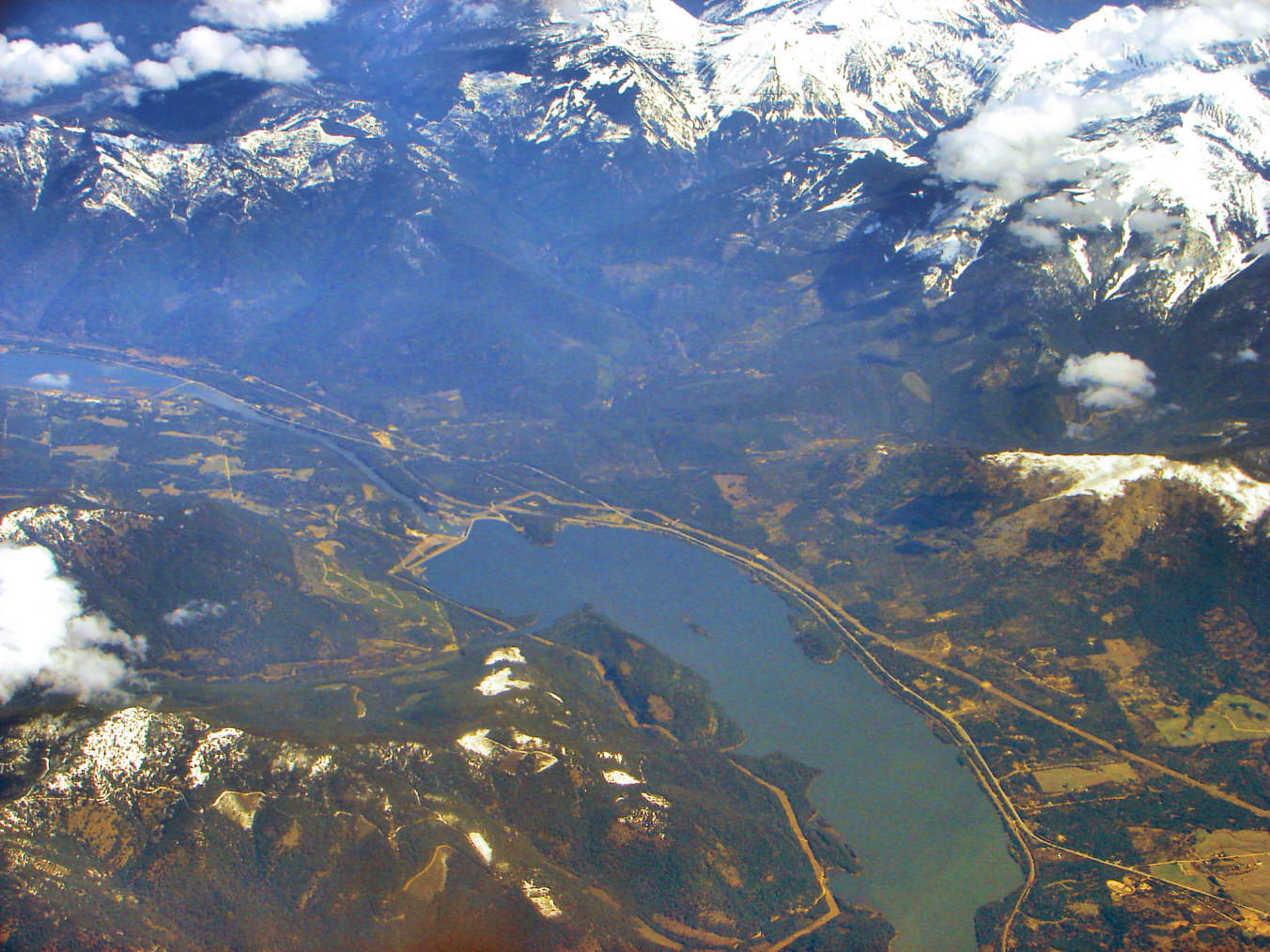
Blick über das Noxon Reservoir

Nach der Volkszählung im Jahr 2000 lebten im County 10.227 Menschen. Es gab 4.273 Haushalte und 2.897 Familien. Die Bevölkerungsdichte betrug 1 Einwohner pro Quadratkilometer. Ethnisch betrachtet setzte sich die Bevölkerung zusammen aus 91,91 % Weißen, 0,13 % Afroamerikanern, 4,74 % amerikanischen Ureinwohnern, 0,30 % Asiaten, 0,01 % Bewohnern aus dem pazifischen Inselraum und 0,26 % aus anderen ethnischen Gruppen; 2,64 % stammten von zwei oder mehr ethnischen Gruppen ab. 1,55 % der Bevölkerung waren spanischer oder lateinamerikanischer Abstammung.
Von den 4.273 Haushalten hatten 26,20 % Kinder und Jugendliche unter 18 Jahre, die bei ihnen lebten. 57,30 % waren verheiratete, zusammenlebende Paare, 7,10 % waren allein erziehende Mütter. 32,20 % waren keine Familien. 28,00 % waren Singlehaushalte und in 11,60 % lebten Menschen im Alter von 65 Jahren oder darüber. Die Durchschnittshaushaltsgröße betrug 2,35 und die durchschnittliche Familiengröße lag bei 2,86 Personen.
Auf das gesamte County bezogen setzte sich die Bevölkerung zusammen aus 23,80 % Einwohnern unter 18 Jahren, 5,50 % zwischen 18 und 24 Jahren, 22,10 % zwischen 25 und 44 Jahren, 31,80 % zwischen 45 und 64 Jahren und 16,90 % waren 65 Jahre alt oder darüber. Das Durchschnittsalter betrug 44 Jahre. Auf 100 weibliche Personen kamen 102,10 männliche Personen, auf 100 Frauen im Alter ab 18 Jahren kamen statistisch 100,50 Männer.
Das jährliche Durchschnittseinkommen eines Haushalts betrug 26.852 USD, das Durchschnittseinkommen der Familien betrug 31.340 USD. Männer hatten ein Durchschnittseinkommen von 28.340 USD, Frauen 17.630 USD. Das Prokopfeinkommen betrug 14.593 USD. 17,20 % der Bevölkerung und 13,30 % der Familien lebten unterhalb der Armutsgrenze. 23,30 % davon waren unter 18 Jahre und 9,20 % waren 65 Jahre oder älter.

## Geschichte
21 Bauwerke und Stätten des Countys sind im National Register of Historic Places eingetragen (Stand 9. Februar 2018).

## Orte im Sanders County
Citys
| - Thompson Falls - Plains |

Towns
| - Hot Springs |

Census-designated places (CDP)
| - Dixon - Heron - Lonepine - Niarada1 | - Noxon - Old Agency - Paradise - Trout Creek |

1 – teilweise im Flathead County und Lake County